# Площадь Кармен (Мадрид)
Площадь Кармен (исп. Plaza del Carmen) — площадь в центре Мадрида, столицы Испании. Название её происходит от улицы Калье-дель-Кармен, ведущей от этой площади к площади Пуэрта-дель-Соль, и церкви Кармен. Все эти наименования, в свою очередь, берут своё начало от ныне утраченного монастыря Кармен Кальсадо. 
На площади Кармен сходятся улицы Калье-де-Салуд, Калье-де-ла-Абада, Калье-де-лас-Трес-Крусес, Калье-де-Сан-Альберто и Калье-де-Тетуан.

## История
Площадь была значительно увеличена в 1861 году в результате сноса монастыря Кармен Кальсадо. На площадь Кармен были перенесены торговые ряды, которые до этого находились на конце улицы Калье-де-ла-Монтера — площади Ред-де-Сан-Луис.
В конце XIX века на площади был возведён фронтон, известный как Центральный фронтон (исп. Frontón Central), спроектированный в 1898 году архитектором Даниэлем Савалой. В нём с 1904 года размещался «Курсааль», один из крупнейших музыкальных залов Мадрида (зал варьете). Затем после перестройки в здании располагался кинотеатр «Мадрид». В начале XXI веке этот кинотеатр пришлось закрыть.
В начале XX века площадь Кармен сообщалась с соседней площадью Кальяо через первый этаж отеля «Флорида» (архитектор Антонио Паласиос). Он был снесён после Гражданской войны, а на его месте построен здание филиала сети магазинов Galerías Preciados, ныне El Corte Inglés.
В 1990 году в центре площади Кармен был установлен бюст Пепина Фернандеса (основателя ныне несуществующей сети магазинов Galerías Preciados). В доме № 1 на площади кармен располагается театр Муньос Сека.

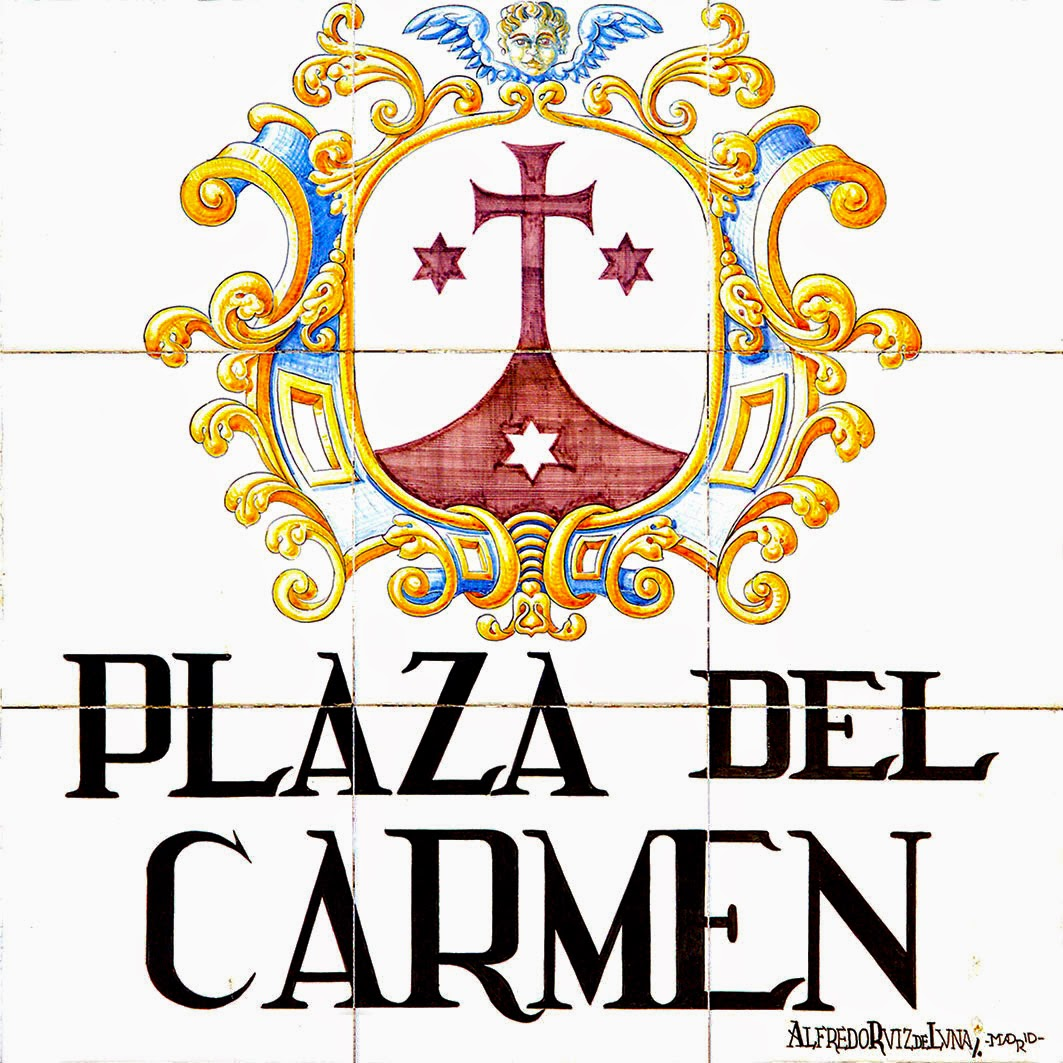
Табличка с названием площади, работа керамиста Альфредо Руиса де Луны[исп.].
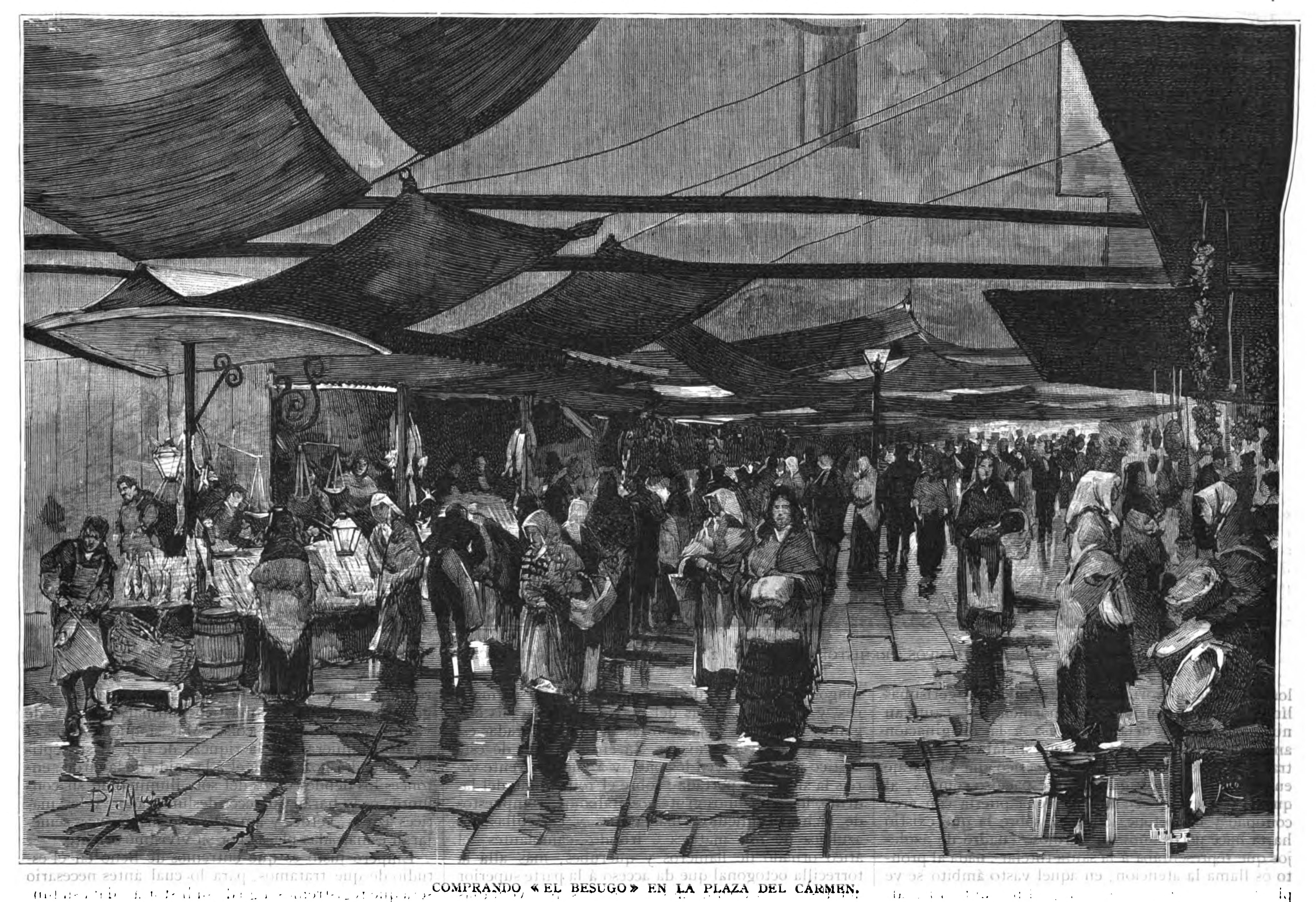
«Мадрид. Сочельник. Продажа пагели на площади Кармен» (La Ilustración Española y Americana[исп.], 1880).
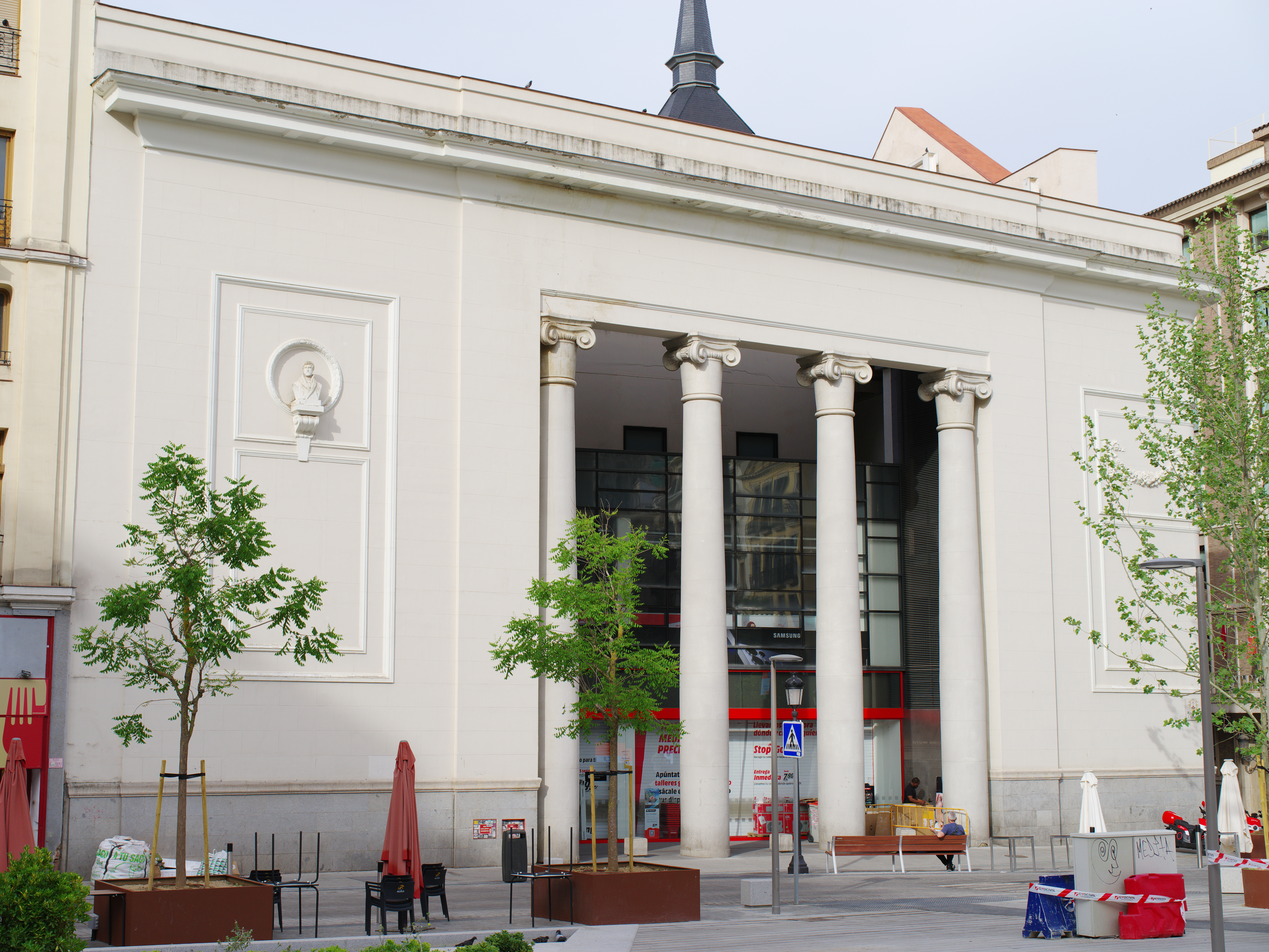
Кинотеатр «Мадрид»[исп.] со стороны площади Кармен
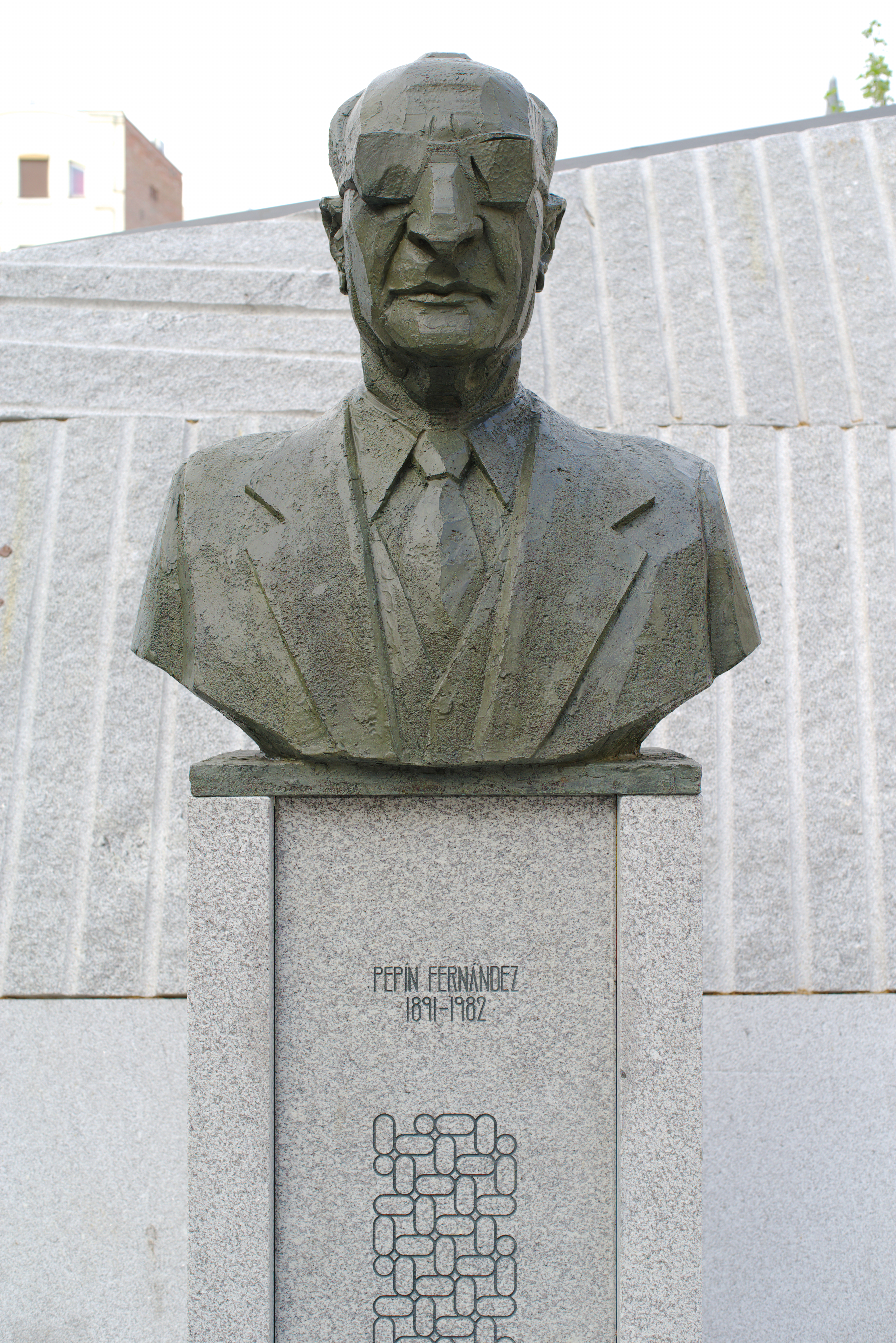
Бюст Пепина Фернандеса[исп.]
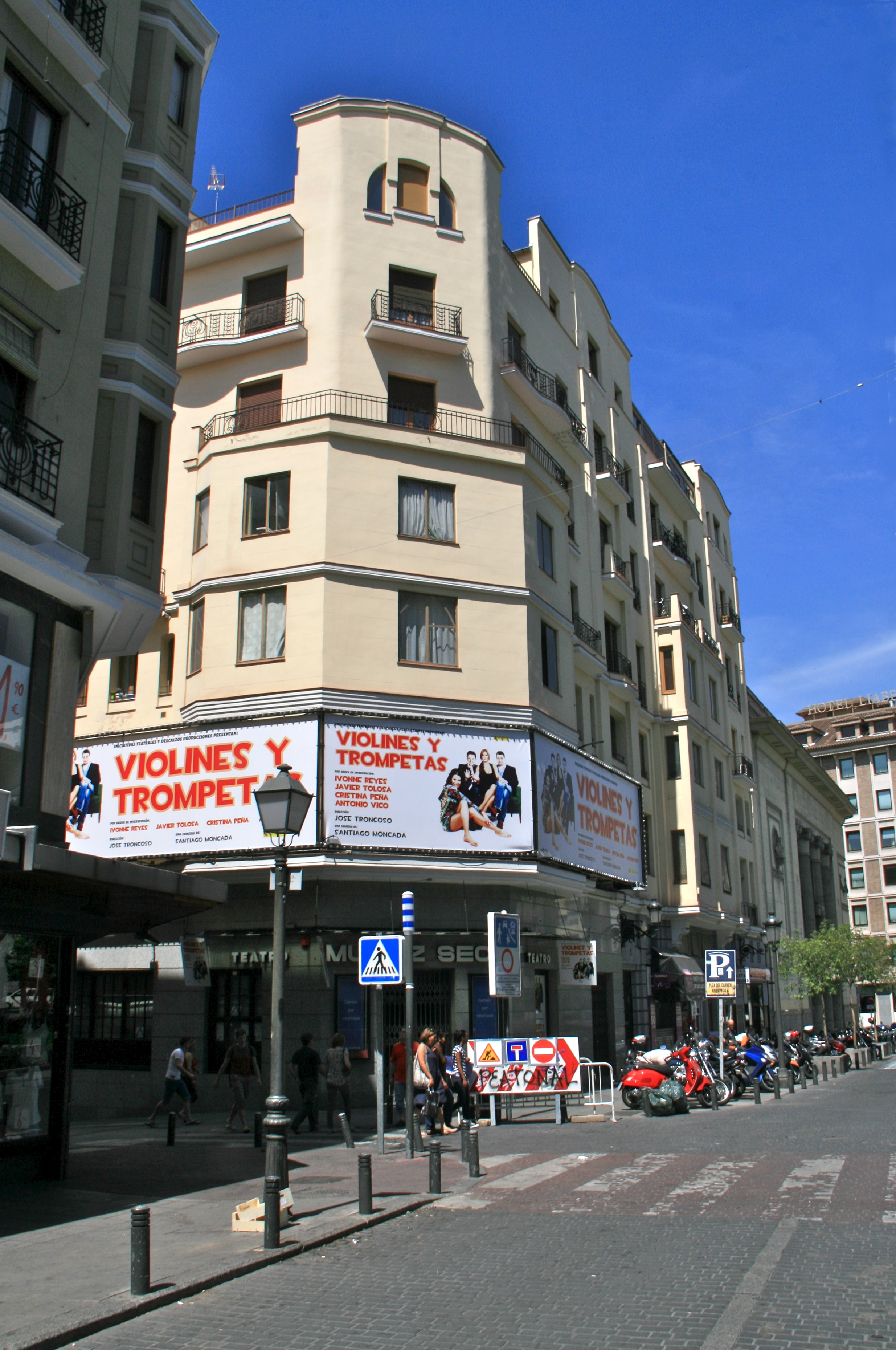
Театр Муньос Сека[исп.]